# 五一區 (阿爾泰邊疆區)

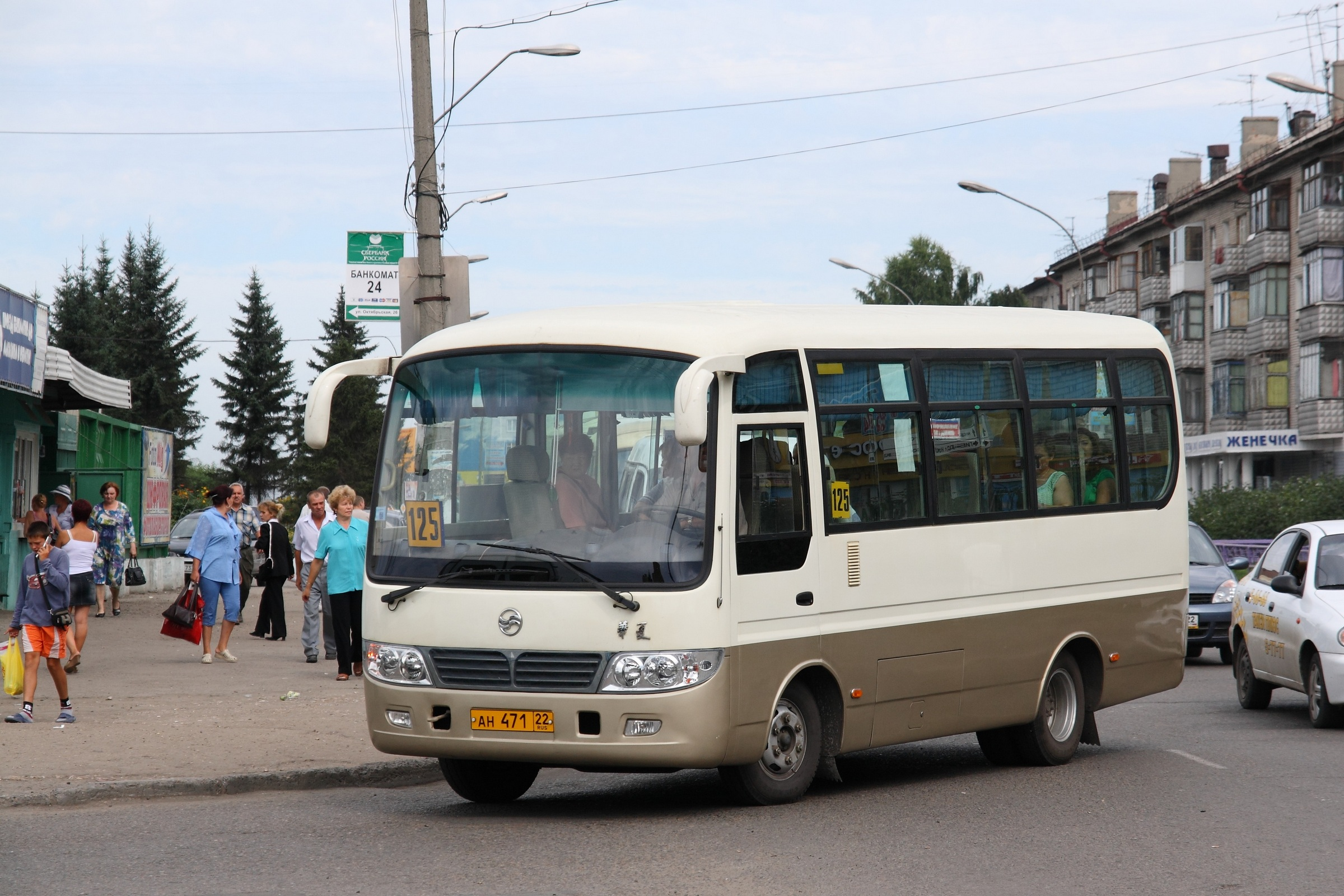

53°24′N 83°56′E / 53.400°N 83.933°E
五一區（俄语：Первомайский район），是俄羅斯的一個區，位於該國南部，由阿爾泰邊疆區負責管轄，面積3,616平方公里，2010年人口50,100，人口密度每平方公里13.86人。